# George Cowan (homme politique)
Pour les articles homonymes, voir George Cowan et Cowan.
George Cowan  (25 juin 1831-13 septembre 1910) est un homme politique canadien de la Colombie-Britannique. Il est député provincial indépendant de la circonscription britanno-colombienne de Cariboo d'une élection partielle en 1877 à 1890.

## Biographie
Né dans le comté de Leed (en) dans le Haut-Canada, Cowan se dirige vers l'Australie durant la ruée vers l'or au Victoria alors qu'il avait 20 ans. Revenu dans le Canada-Ouest (Ontario) en 1859, il se dirige vers la Colombie-Britannique en 1863 alors que la ruée vers l'or de Cariboo en transitant par Victoria. Il prospecte avec succès dans les ruisseaux Williams, Grouse et Antler, mais l'exploitation fini par épuiser ses ressources.
Cowan est encouragé par George Walkem, alors ancien et futur premier ministre, de se présenter lors de l'élection partielle de 1877 dans Cariboo. Lors de cette élection, il défait le député sortant et futur premier ministre A.E.B. Davie qui se représentait à la suite d'une nomination au conseil exécutif. À cette époque, des élections partielles devaient être déclenchées lors de nomination au cabinet. Malgré la défaite, Davie parvient à se faire élire dans Lillooet lors de l'élection générale suivante en 1878.
Il meurt à Barkerville en Colombie-Britannique en septembre 1910 à l'âge de 79 ans.